# Grevillea umbellulata
Grevillea umbellulata är en tvåhjärtbladig växtart. Grevillea umbellulata ingår i släktet Grevillea och familjen Proteaceae.

## Underarter
Arten delas in i följande underarter:
- G. u. acerosa
- G. u. umbellulata